# Puente de hormigón armado

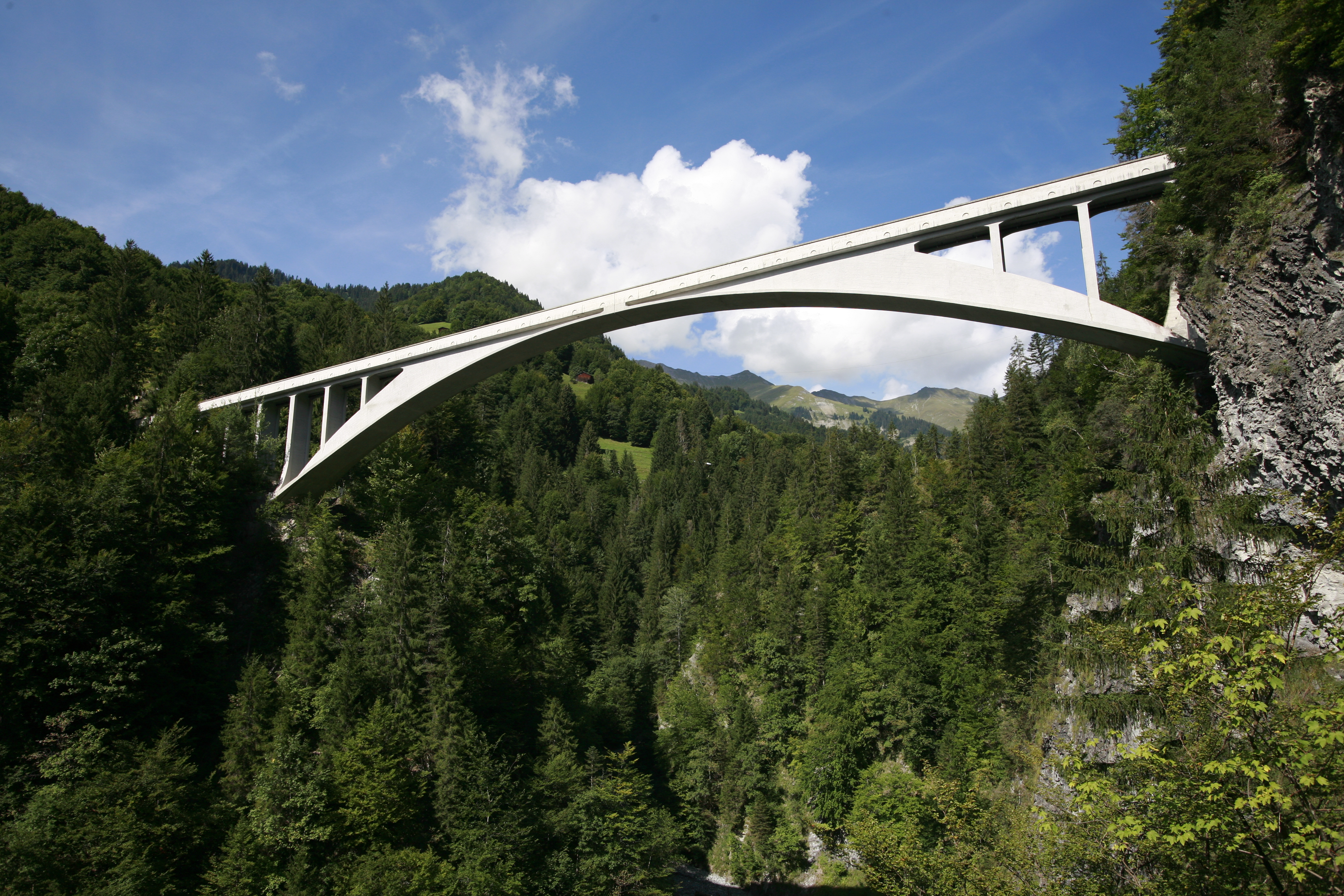
Puente de Salginatobel (1930). Diseñado por el ingeniero suizo Robert Maillart, es un destacado ejemplo en el que se ponen de manifiesto las posibilidades constructivas y estéticas del hormigón armado

Un puente de hormigón armado es cualquier puente en el que alguno de los elementos de la estructura portante —tablero, arco o viga— está hecho en hormigón armado.

## Historia

### Aparición del hormigón

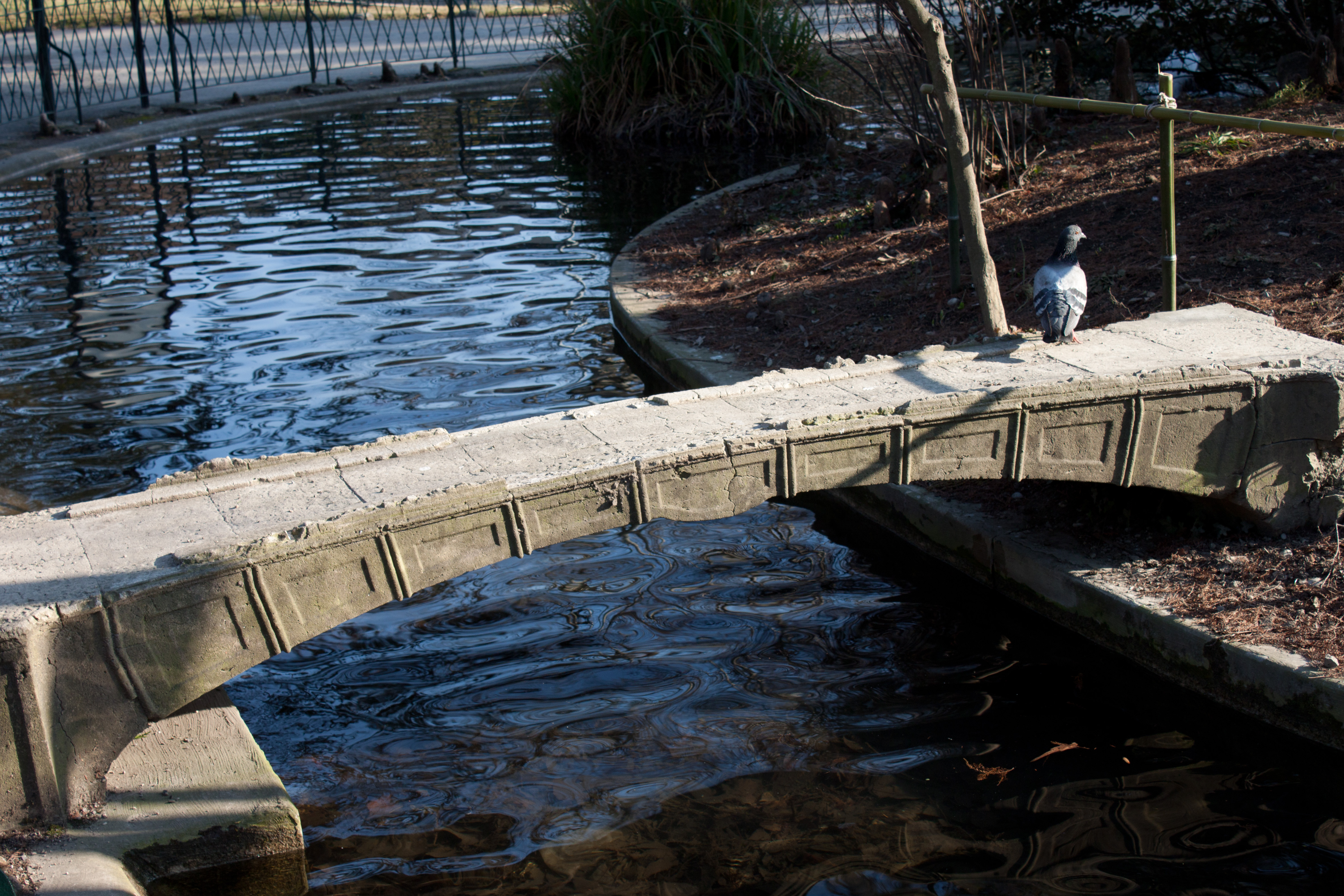
El puente del Jardin des plantes de Grenoble, primera obra en el mundo en hormigón coulé, construido en 1855 por Louis Joseph Vicat

Hasta épocas relativamente recientes, la piedra fue el principal material utilizado para la construcción. Los prodigiosos constructores de las catedrales fueron capaces de edificar a gran altura, arcos románicos y góticos, pero lo lograron a costa de emplear sistemas complejos —y por lo tanto costosos— de contrafuertes y arbotantes. En el siglo XV se comenzó a poner en obra largas barras de hierro, a veces innecesarias. La arquitectura árabe hizo un amplio uso de tirantes metálicos soportados por varillas colgantes.
Con la invención de Louis Vicat en 1840 del cemento artificial, comenzaron a realizarse las primeras estructuras de hormigón.

### El cemento armado
La armadura de metal en los morteros proviene de las técnicas de moldeo de esculturas y fue utilizado por primera vez por jardineros experimentadores. Joseph-Louis Lambot, en Miraval, fabricó en 1845 cajas para  naranjas y tanques con alambre y mortero. En 1849, Lambot concibió un barco en el que el casco de madera fue reemplazado por una pared constituida por una rejilla de barras de hierro incrustadas en hormigón de cemento. Este barco fue utilizado durante varios años en el lago de su propiedad de Miraval, en el departamento de Var, y fue presentado en la Exposición Universal de 1855, pero tuvo poco éxito.
Joseph Monier registró en 1867 en París varias patentes en el campo del hierro reforzado, incluyendo una para «un sistema de cajas-cuencos móviles en hierro y cemento aplicables a la horticultura». El 13 de agosto de 1873 Monier presentó una adenda a su patente de 1867 titulada Application à la construction des ponts et passerelles de toutes dimensions [Aplicación a la construcción de puentes y pasarelas de cualquier tamaño].
En 1875, a petición de Taupinart de Tilière, propietario del castillo de Chazelet, cerca de Saint-Benoît-du-Sault, el arquitecto Alfred Dauvergne solicitó a Monier que diseñara y construyese un puente de hormigón armado para cruzar el foso. Ese puente, el primer puente de hormigón armado en el mundo, con una longitud de 13,80 m y una anchura de 4,25 m, existe todavía, aunque en deficiente estado conservación, aunque los arquitectos de monumentos históricos tienen dificultades en aceptarlo.
La técnica fue desarrollada en Alemania y Austria bajo la dirección de Schuster y Wayss, que había adquirido los derechos de patente de Monier en 1878-1880.  El proceso de desarrollo fue de 1887-1891 y se construyeron más de trescientos puentes. El éxito fue tal que el término «Monierbau» se convirtió en sinónimo de hormigón armado.
En Francia vieron la luz muchos sistemas constructivos similares. En 1852, François Coignet recubrió los perfiles de hierro con hormigón, aplicado mediante  finas capas de 5 cm que luego eran golpeadas con fuerza, inventando así el hormigón denominado «aggloméré» (aglomerado). En 1861 también creó la primera empresa especializada en la construcción de hormigón armado. Surgieron más sistemas, como el Cottancin, Collaron, Demay, Matrai y otros. Pero las técnicas de construcción se basaban en reglas empíricas y hay constancia de muchos fracasos. El más sonado fue el colapso de la pasarela del Globo Celeste en la Exposición de 1900 que causó nueve muertos y numerosos heridos. El sistema Matrai, con el que había sido realizada, no sobrevivió al accidente.
En los Estados Unidos, en una casa que construyó  en 1873 en la ribera del río Hudson, William E. Ward se convirtió en el primer constructor en sacar el máximo provecho de las capacidades de flexión de las barras de acero, colocándolas por debajo del eje neutro de las vigas.

### El hormigón armado
El principal impulso y promoción del nuevo material se debió a  François Hennebique, que ideó y patentó en 1892 la primera disposición correcta de las armaduras de refuerzo de una viga de hormigón armado, con el nombre de pinza viga (poutre à étrier). A partir de lo que sabía, y con la ayuda de fórmulas simples, construyó las más variadas estructuras dando inicio al desarrollo de esta nueva técnica. Durante ese período, la actividad abrumadora de Hennebique excedió en alcance a la de todos sus competidores franceses y extranjeros. Entre 1892 y 1908, creó más de cuarenta oficinas edificando en todo el mundo (Bruselas, San Petersburgo, Río de Janeiro, etc.). En los diez años transcurridos desde 1892 hasta 1902, sus agencias realizaron 7200 canteras.  La Exposición universal de 1900 le consagró como el principal contratista de obras públicas en hormigón armado. El conflicto mundial de 1914 supuso la expansión de la empresa de Hennebique.

### Los primeros puentes de hormigón armado
El hormigón armado fue primero un material usado en paredes antes de ser un material estructural. Lo primero que se hizo con él fueron tanques, tuberías y planchas. Sus promotores destacaban como ventajas su resistencia, el nulo mantenimiento, el bajo coste y la comodidad de uso.
La construcción de puentes fue más tardía. Comenzó en Francia, con la pasarela deEsternay y continuó con el puente de la calle Valette de Perpiñán, las obras de Louis Auguste Harel de La Noë  en los departamentos de Sarthe y Côtes-du-Nord.
El primer gran puente de hormigón construido fue el puente Camille-de-Hogues sobre el río Vienne, en Châtellerault, que tiene tres arcos de 40 m, 50 m, 40 m de luz. Fue construido entre 1898 y 1900 por Hennebique.

### Desarrollo de los puentes de hormigón armado
Después de este notable logro, se van a construir  principios del siglo XX muchos puentes de hormigón armado, siendo los más importantes:
- 1904 - puente de Decize sobre el río Loira, dos arcos de 50 m y 55 m, diseñado y construido por Hennebique;
- 1905 - puente de Pyrimont (destruido) sobre el Rhône, con tres arcos de 54 m, también diseñado y construido por Hennebique;
- 1908 - puente de Amélie-les-Bains, con un arco de 40 m, realizado por Simon Boussiron;[7]
- 1910-1911 - puente del Risorgimento, sobre el río Tíber en Roma realizado por Hennebique y Porcheddu.[8] Su arco de 100 m de luz sobrepasó la mayor bóveda de fábrica existente, la de Plauen, con 90 m, en Alemania.[6]

Las primeras investigaciones teóricas y experimentales fueron llevadas a cabo por Armand Considère en 1896, comenzaron a resaltar el valor del frotado del hormigón. La cuerda de arco construida en 1902 en la estación de Ivry, fue la ilustración de ello.
La invención del hormigón pretensado por Eugène Freyssinet en 1928 puso fin a la utilización de la tecnología de hormigón armado para las grandes luces.

## Puentes de vigas
Los puentes de vigas de hormigón armado son los puentes más comunes para salvar vanos pequeños.
Bajo el término de puentes de vigas, se incluye todos las obras en la que la estructura portante conduce las cargas esencialmente por su capacidad para resistir directamente a flexión, siendo las reacciones de apoyo verticales o casi verticales. El tablero es, por lo general, una estructura lineal en la que los vanos pueden ser independientes, continuos o, excepcionalmente, pueden tener tramos en voladizo. Los puentes de losa se pueden clasificar en esta categoría debido a que las reacciones de los apoyos son principalmente verticales y a que el modelo de cálculo de las fuerzas longitudinales es similar al de una viga. Por extensión, los pórticos y los falsos túneles cubiertos entran en esta categoría.

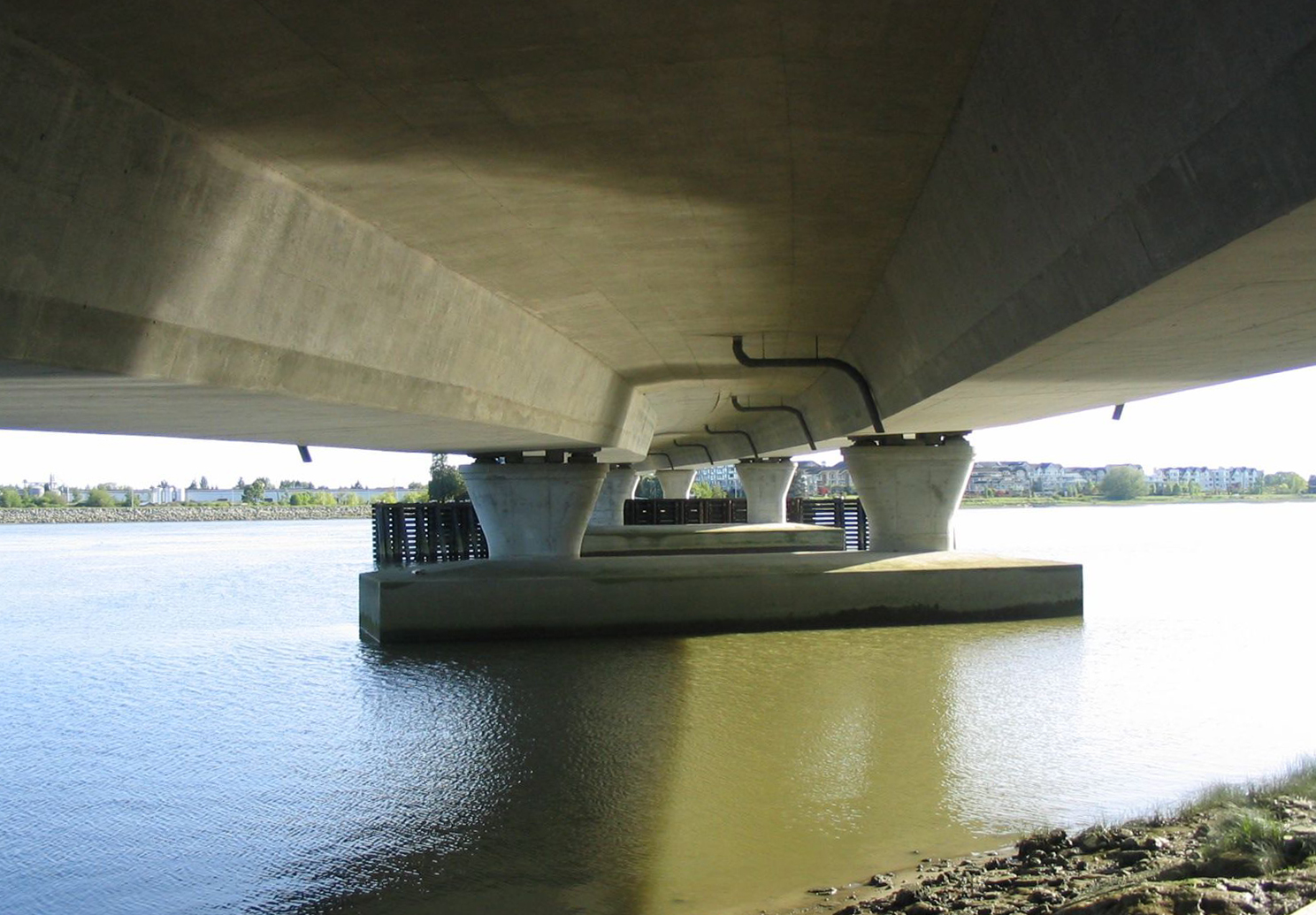
Puente de viga en hormigón armado
Puente losa en hormigón armado
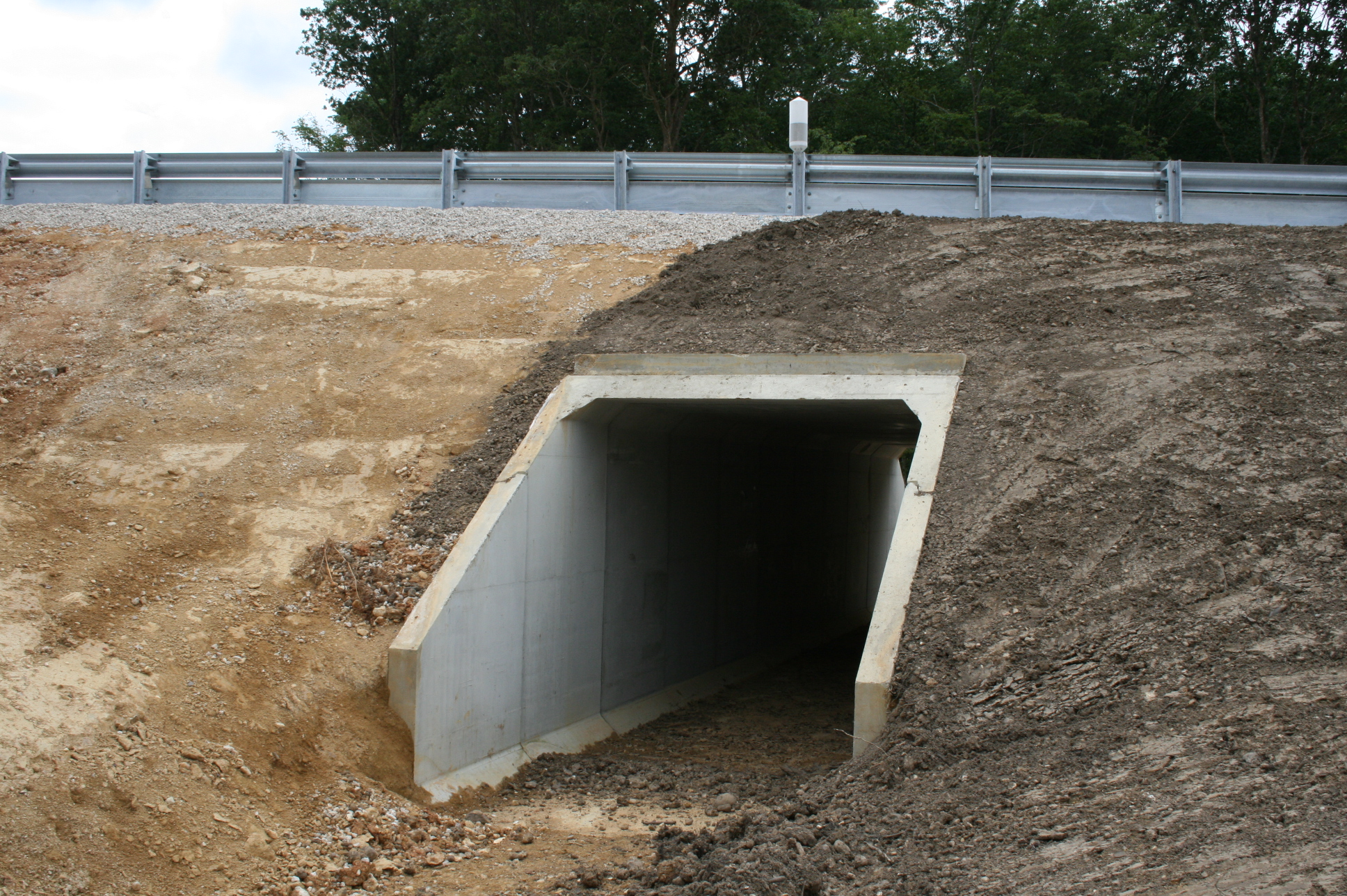
Cuadro en hormigón armado
Pórtico
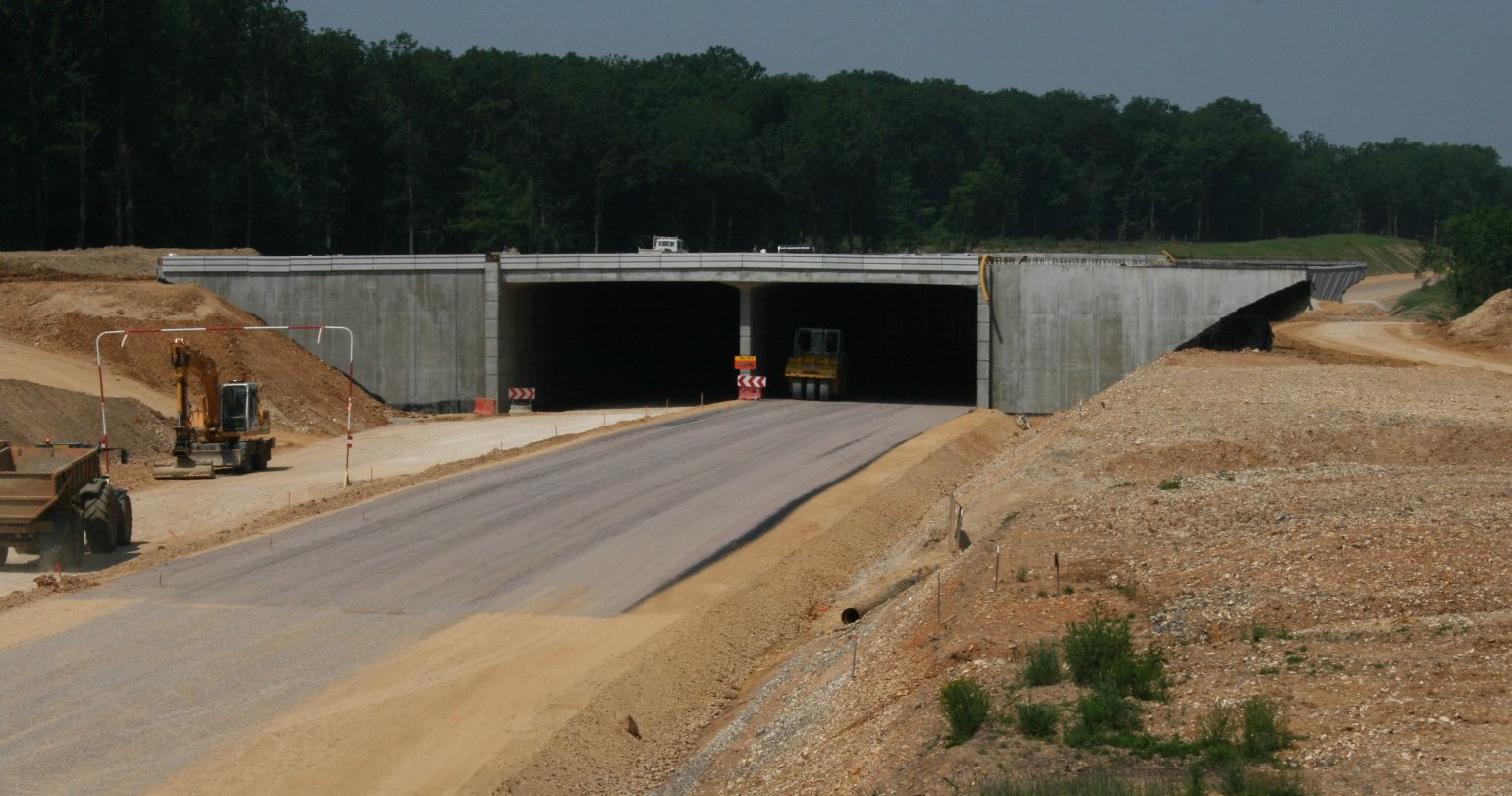
Trinchera cubierta

## Puente en arco
Los puentes en arco se distinguen según sea la posición del tablero o por el número de articulaciones.

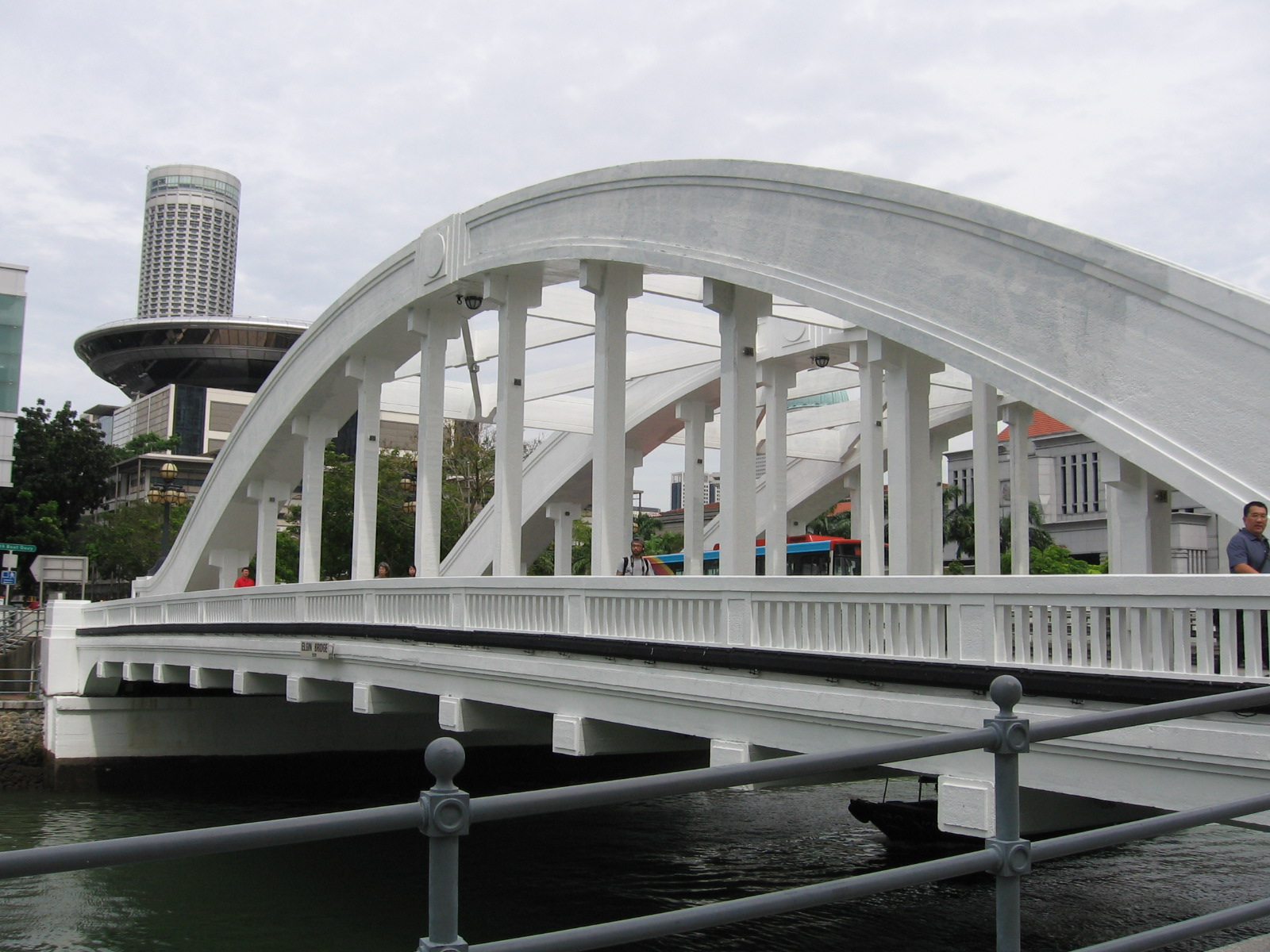
Puente de hormigón armado con tablero suspendido
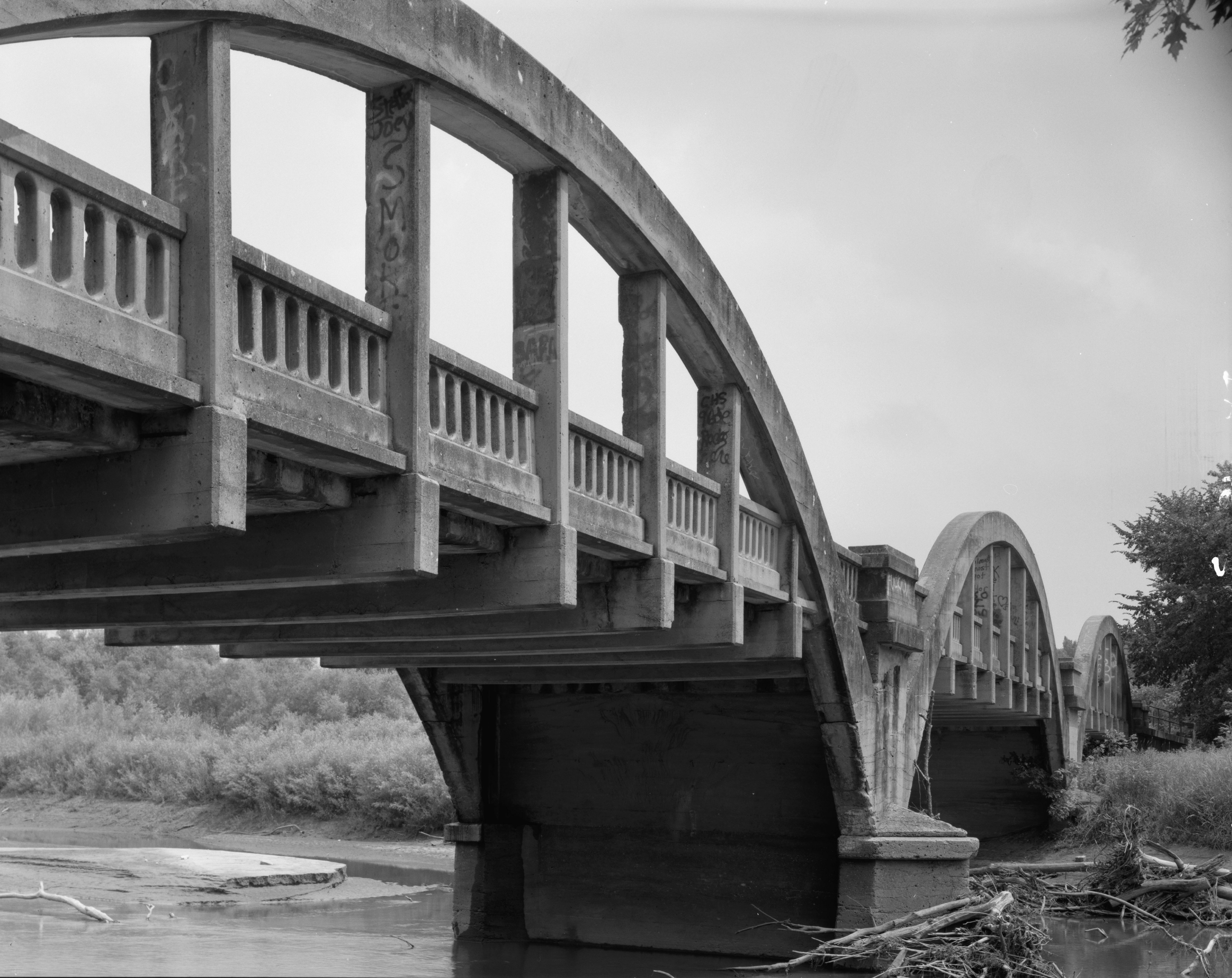
Puente en arco de hormigón armado con tablero intermedio

El hormigón armado ha permitido construido numerosos puentes de luces pequeñas. El mejor desempeño del hormigón y el desarrollo de nuevas técnicas de construcción, como el hormigón pretensado y los arcos tubulares rellenos de hormigón, han logrado abordar grandes luces, y actualmente el mayor arco de hormigón tiene una luz de 420 metros.

## Puentes colgantes y atirantados
Hay también puentes colgantes de hormigón y puentes atirantados, en los que los cables se sustituyen por vigas de hormigón armado.